# Miętusi Potok
Miętusi Potok – prawobrzeżny dopływ Kościeliskiego Potoku w Tatrach Zachodnich. Wypływa z Miętusiego Wywierzyska w Dolinie Miętusiej, znajdującego się na wysokości ok. 1145 m na Wyżniej Miętusiej Równi. Jest to niewielkie wywierzysko i przy dłuższych bezdeszczowych okresach, zwłaszcza jesienią, a również w zimie, wysycha. Wówczas źródłami Miętusiego Potoku są źródełka na Niżniej Miętusiej Równi. Poniżej wpadają do niego dopływy z Szerokiego Żlebu, Gronikowskiego Żlebu i Krowiego Żlebu.
Najwyższe piętra Doliny Miętusiej (Litworowy Kocioł, Mułowy Kocioł, Wielka Świstówka i Mała Świstówka) są w zasadzie bezwodne. Niewielkie wycieki występują tylko w Źródliskach nad Małą Świstówką. Stale występuje źródło na wysokości 1400 m w żlebie Wodniściak pod Kobylarzem. Jest to źródło wędrujące – w czasie suchej pory pojawia się 30 m niżej. Wypływająca z niego woda zanika w piargach pod Wantulami.
Powierzchnia zlewni wynosi 5,88 km², długość potoku 2,58 km, średni spadek 8,06%, a średni przepływ zazwyczaj nie przekracza 150 l/s. Koryto wytworzone jest w materiale akumulacyjnym, tylko w odcinku ujściowym występują margliste łupki. Brak jest prawostronnych dopływów.
Miętusi Potok wpada do Kościeliskiego Potoku przy dolnym końcu polany Zahradziska, na wysokości 948 m. Miejsce to jest równocześnie miejscem, w którym od Doliny Kościeliskiej odgałęzia się Dolina Miętusia. Tuż powyżej jego ujścia znajduje się mostek, przez który prowadzi szlak turystyczny na Czerwone Wierchy.
Wiosną 2024 r. w dolnej części doliny potoku pojawiły się bobry. Wykonane przez nie zapory spiętrzyły wodę do tego stopnia, że miejscami zalewa ona ścieżkę ze szlakiem, prowadzącym w kierunku Przysłopu Miętusiego. Ślady bobrzych zębów widoczne są też na okolicznych drzewach.

## Szlaki turystyczne
wzdłuż dolnej części potoku przebiega czarny szlak, tzw. Ścieżka nad Reglami. Czas przejścia z Przysłopu Miętusiego do Doliny Kościeliskiej: 40 min, ↑ 50 min.